# Pulsatrix
Pulsatrix is een geslacht van vogels uit de familie uilen (Strigidae). Het geslacht telt drie soorten.

## Soorten
- Pulsatrix koeniswaldiana – Geelmaskeruil
- Pulsatrix melanota – Gestreepte maskeruil
- Pulsatrix perspicillata – Briluil